# Сэмюэл, Маркус, 1-й виконт Бирстед
Маркус Сэмюэл, 1-й виконт Бирстед (англ. Marcus Samuel, 1st Viscount Bearsted; 5 ноября 1853 — 17 января 1927) — британский бизнесмен, лорд-мэр Лондона в 1902—1903 годах. Он был известен как сэр Маркус Сэмюэл с 1898 по 1921 год и как лорд Бирстед с 1921 по 1925 год.

## Биография
Сэмюэл родился в семье багдадских евреев в Уайтчепеле, Лондон. Родился 5 ноября 1853 года. Сын Маркуса Сэмюэла (1799—1872), который управлял успешным импортно-экспортным бизнесом M. Samuel & Co., торгуя с коалицией на Дальнем Востоке. Маркус продолжил этот бизнес вместе со своим младшим братом Сэмюэлем Сэмюэлем (1855—1934).
Он получил образование в Эдмонтоне и Брюсселе, много путешествовал по Азии, прежде чем заняться бизнесом, посетив Цейлон, Стрейтс-Сетлментс, Сиам, Филиппины, Китай и Японию.
Сэмюэл осознал потенциал нефтяного рынка во время разведывательной поездки на Кавказ в 1890 году. В 1891 году он заключил девятилетнюю эксклюзивную сделку с Ротшильдами на продажу керосина Bnito к востоку от Суэца. Сэмюэль поручил разработать и построить более безопасное поколение танкеров, достаточно безопасное для транзита через Суэцкий канал. Первым из них был Murex, который отплыл из Уэст-Хартлпула в Батум 22 июля 1892 года, где он получил свой груз керосина. Судно прошло через Суэцкий канал 23 августа и проследовало дальше в его хранилища в Сингапуре, а затем в Бангкоке для розничной продажи. Затем Сэмюэль построил еще десять судов, также названных в честь ракушек. В 1895 году он получил концессию в регионе Кутей на востоке Борнео, где в 1897 году была обнаружена нефть.
В 1897 году он основал Shell Transport and Trading Company, в честь торгового бизнеса, который его отец начал как «торговец ракушками». Он стал мировым судьей в Кенте, мастером Spectacle Makers' Company и получил рыцарское звание за помощь британскому военному кораблю, севшему на мель в Порт-Саиде.
Сэмюэл имел долгую карьеру в гражданском правительстве лондонского Сити. Он был избран олдерменом лондонского округа Портсокен в 1891 году и избран шерифом лондонского Сити в 1894 году (служил с октября 1894 года по сентябрь 1895 года). Будучи шерифом, он принял ведущее участие в проекте объединения Лондона путем поглощения Сити и столичных округов в Лондонский совет графства (который был создан в 1889 году). В конце сентября 1902 года он был избран лорд-мэром Лондона на следующий год (служил с ноября 1902 года по ноябрь 1903 года) и получил титул баронета в 1903 году. В течение года на посту лорд-мэра он совершил официальные визиты в несколько английских городов. В конце ноября 1902 года в сопровождении шерифов он посетил Ньюкасл-апон-Тайн, где его жена заказала пароход Shell Petroleum, они совершили путешествие по реке Тайн и посетили заводы в Элсвике.
Он был в Комиссии по лейтенантству для Лондонского Сити, приглашенным судьей тюрем Холлоуэй и Ньюгейт, а также председателем городского комитета в связи с Королевской комиссией по порту Лондона (1900—1902). Он также в течение трех лет был членом совета по охране Темзы в качестве избранного представителя судовладельцев и был мировым судьей в графстве Кент.
В 1907 году компания Сэмюэла объединилась с Royal Dutch Petroleum, чтобы создать Royal Dutch/Shell Group, холдинговую компанию для Bataafsche Petroleum Maatschappij, содержащую активы по добыче и переработке, и Anglo-Saxon Petroleum Company, содержащую активы по транспортировке и хранению. Маркус занимал должность директора Alliance Marine Assurance Company . M. Samuel & Co., со временем трансформировавшись в торговый банк, в 1965 году объединилась с Philip Hill, Higginson, Erlangers Ltd, чтобы создать Hill Samuel, который теперь является частью Lloyds TSB.
В знак признания его вклада в британское дело в Первой мировой войне, 15 июня 1921 года ему был присвоен титул 1-го барона Бирстеда из Мейдстоуна в графстве Кент. В 1925 году для него был создан титул 1-го виконта Бирстеда. Лорд Бирстед также был удостоен при жизни звания почетного доктора права от Шеффилдского университета.

## Личная жизнь
19 января 1881 года в синагоге в Бейсуотере в Лондоне Маркус Сэмюэл женился на Фанни Элизабет Бенджамин (? — 16 января 1927), дочери Бенджамина Бенджамина и Ханны Марии Харт. У супругов было четверо детей:
- Уолтер Хорас Сэмюэл, 2-й виконт Бирстед (13 марта 1882 — 8 ноября 1948), старший сын и преемник отца.
- Достопочтенная Нелли Сэмюэл (2 июля 1883 — 14 ноября 1962)
- Лейтенант Достопочтенный Джеральд Джордж Сэмюэл (6 мая 1886 — 7 июня 1917)
- Достопочтенная Ида Мари Самуэль (22 апреля 1890 — 21 апреля 1940).

Виконт Бирстед скончался 17 января 1927 года в возрасте 73 лет. Он был похоронен 20 января 1927 года на еврейском кладбище в Уиллесдене, Лондон.